# Kasteel van Morval
Het Kasteel van Morval  is een kasteel in het Henegouwse Gondregnies, deelgemeente van Opzullik (Silly) in België. Het kasteel dateert oorspronkelijk uit de vijftiende eeuw. Het gebouw onderging door de eeuwen heen verschillende verbouwingen en was het landgoed van graaf d'Oultremont. Het kasteel van Morval ligt vlak bij het bosgebied Bois de la Provision en wordt omgeven door een park van 23 hectare met een oranjerie.

## Afbeeldingen

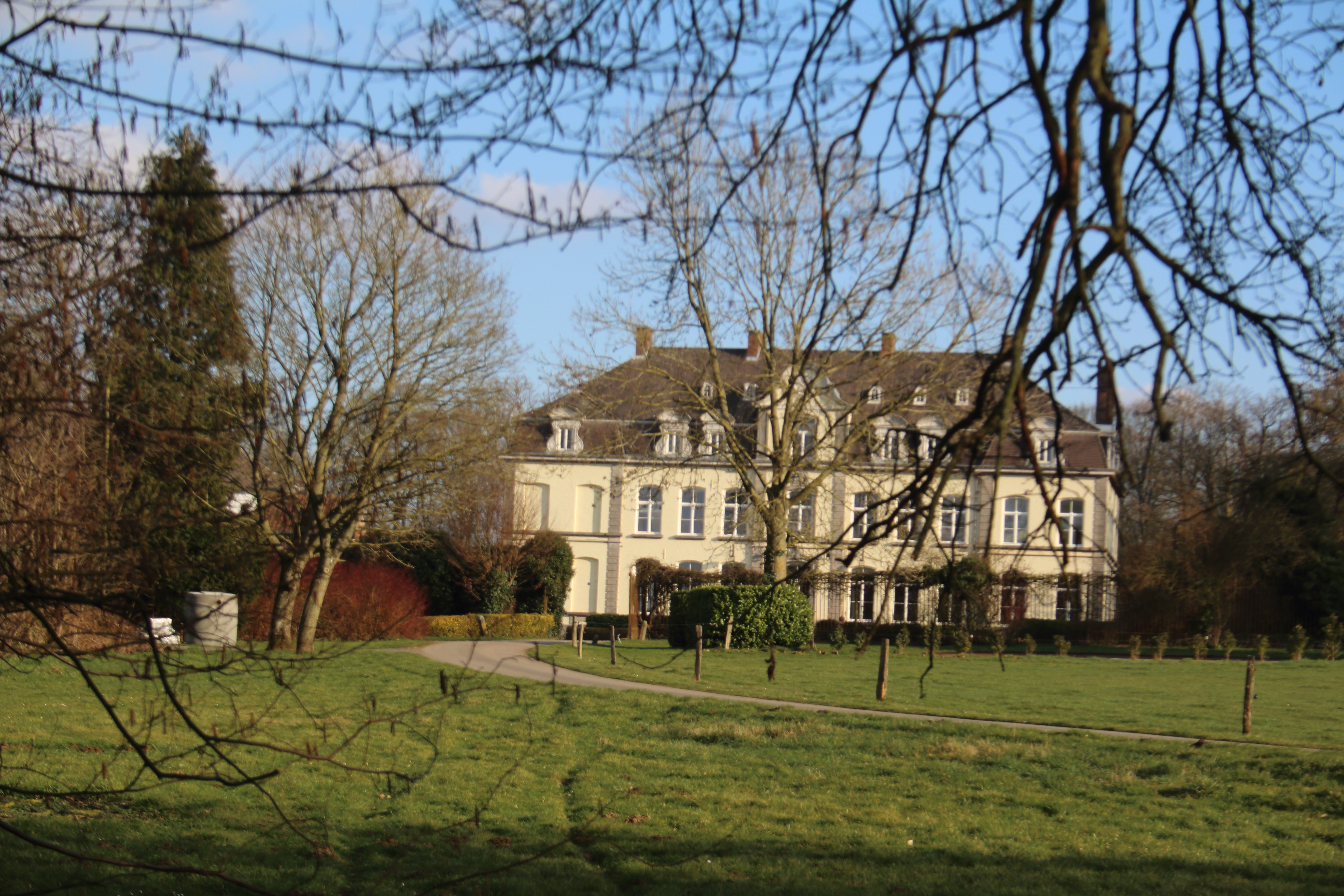
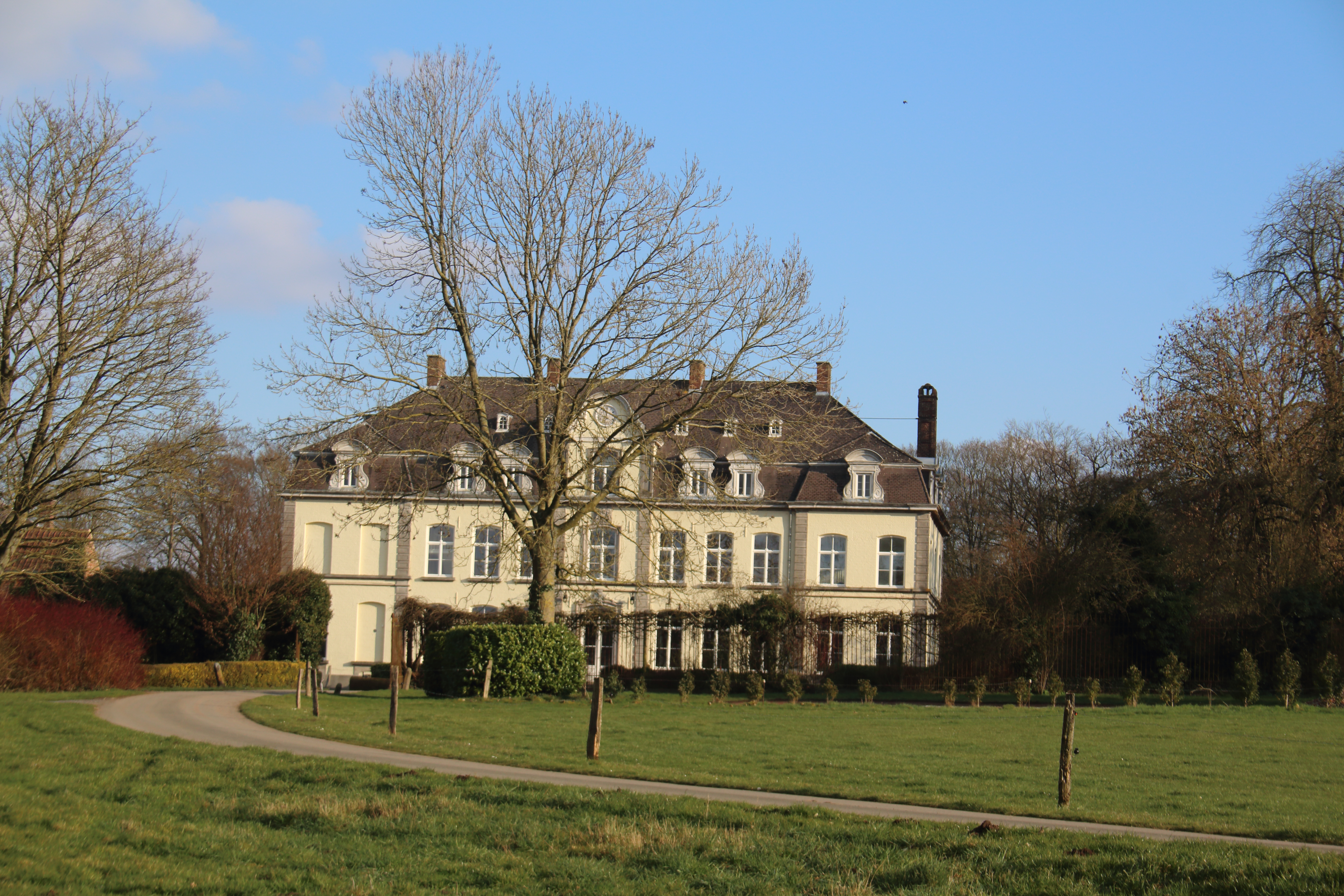